# كيريل يوردانوف
كيريل يوردانوف (بالبلغارية: Кирил Йорданов)‏ هو سياسي بلغاري، ولد في 14 يونيو 1956 بفارنا في بلغاريا.